# Kitasōma, Ibaraki
Kitasōma (北相馬郡 Kitasōma-gun) là huyện thuộc tỉnh Ibaraki, Nhật Bản. Tính đến ngày 1 tháng 10 năm 2020, dân số ước tính của huyện là 15.340 người và mật độ dân số là 620 người/km2. Tổng diện tích của huyện là 24,86 km2.